# Tripteroides sp. No. 2
Tripteroides sp. No. 2 là một loài muỗi trong chi Tripteroides chưa được chính thức đặt tên. Đây là loài đặc hữu của Sabah, Borneo Malaysia. T. sp. No. 2 được đặt trong phân chi Rachionotomyia. Trong giai đoạn ấu trùng, T. sp. No. 2 phát triển trên bình của cây nắp ấm Nepenthes, đặc biệt là N. rajah. Do đó, loài này được xem là một sinh vật sống trong dịch cây nắp ấm.